# قلعة خولان
قلعة خولان (بالإنجليزية: khawlan castle)‏ هي قلعة تقع في قرية خولان،  في الجنوب الشرقي لبلدة الأبرق بالجبل الأخضر، و تبعد عنها حوالي 40 كيلو متر. سميت بهذا الأسم نسبة لقبيلة خولان العربية.

## بنائها
يقال أنها بنيت في عهد الإمبراطورية الرومانية ثم رممت في عهد الدولة العثمانية و طُورت في العشرينات من القرن الماضي حوالي سنة 1927م في فترة حكم ايطالية الفاشية، ويستدل علي ذلك من علي الباب الإيمن لوجود شعار الحزب الفاشستي وهو حزمة الحطب، وتوجد بالقلعة أبراج لوضع المدافع لكونها تطل علي المنطقة بثراتها وهي قلعة بحالة جيدة نسبياً ويوجد بجوارها من الخارج مجموعة مباني يعتقد أنها غرف للحارس والحرس.

## موقعها
تقع القلعة على اعلى جبال المنطقة ارتفاعا بالتحديد حوالي 40 كيلومتر جنوب شرق مدينة الأبرق بالجبل الأخضر- ليبيا.